# Ishikari (Schiff, 2011)
Die Ishikari (いしかり) (III) ist ein 2011 in Dienst gestelltes Fährschiff der japanischen Reederei Taiheiyō Ferry. Sie steht auf der Strecke von Nagoya über Sendai nach Tomakomai im Einsatz.

## Geschichte

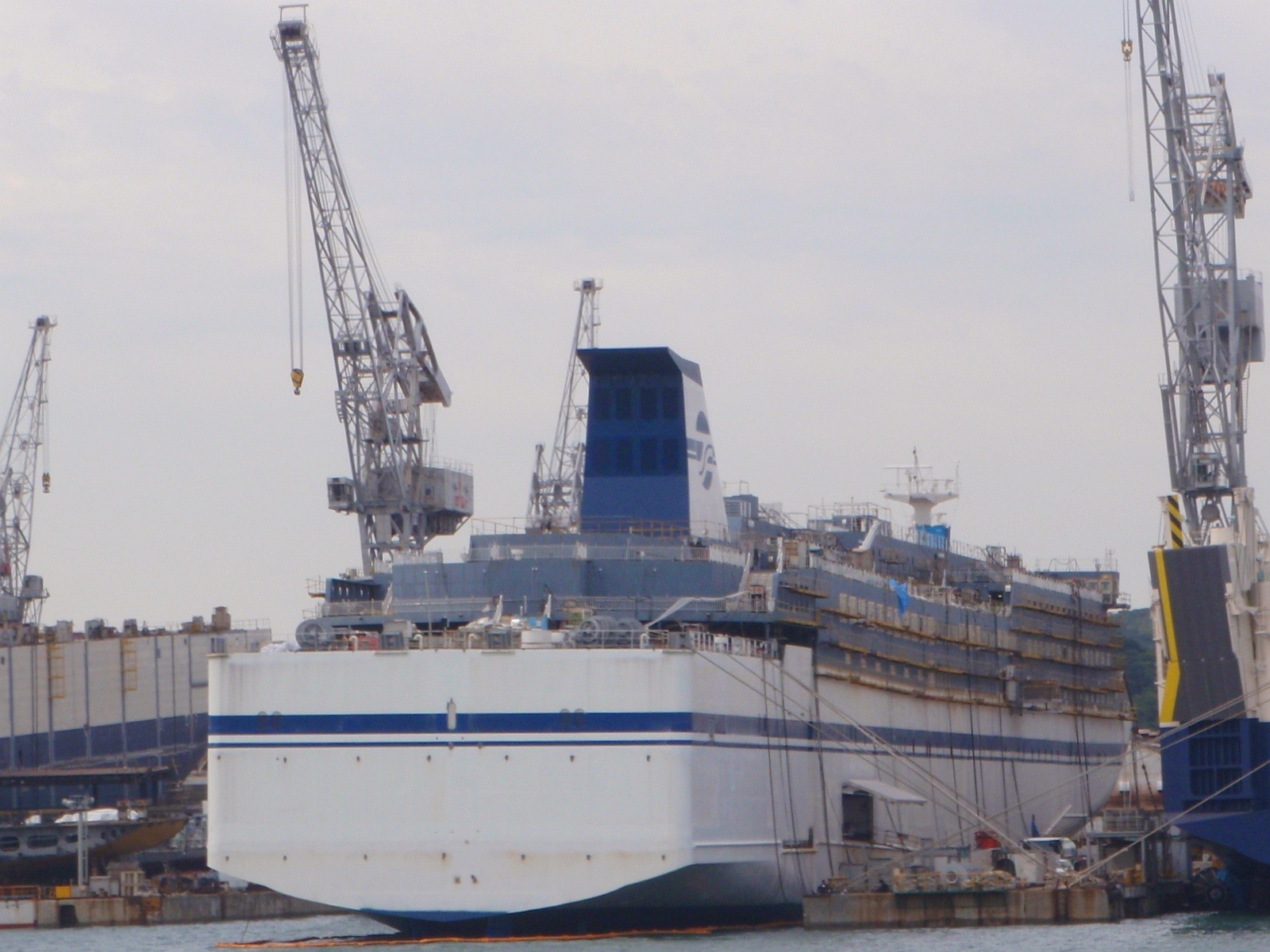
Die Ishikari in der Werft von Mitsubishi Heavy Industries

Die Ishikari entstand unter der Baunummer 1145 in der Werft von Mitsubishi Heavy Industries in Shimonoseki und lief am 26. August 2010 vom Stapel. Nach der Ablieferung an Taiheiyō Ferry am 8. März 2011 nahm das Schiff am 23. März 2011 den Fährdienst zwischen Nagoya, Sendai und Tomakomai auf, beförderte zu Beginn jeder nur Fracht. Die erste Überfahrt mit Passagieren erfolgte am 11. April 2011. Es ersetzte eine gleichnamige Fähre, die 2011 nach 20 Dienstjahren verkauft wurde und mittlerweile als Asterion II für die griechische Reederei ANEK Lines im Einsatz steht. Die Ishikari ist die dritte Einheit in der Firmengeschichte von Taiheiyō Ferry mit diesem Namen. Sie hat kein Schwesterschiff, ist jedoch im Entwurf stark an die 2005 in Dienst gestellte Kiso und andere, frühere Einheiten der Reederei angelehnt, um der Flotte ein einheitlicheres Aussehen zu geben.
Die Ishikari verkehrt seit ihrer Indienststellung ganzjährig zwischen Nagoya, Sendai und Tomakomai. Sie benötigt für die Strecke bei einer normalen Reisegeschwindigkeit von 23 Knoten etwa 40 Stunden.

## Ausstattung
Zu den Passagiereinrichtungen an Bord der Ishikari zählen ein Restaurant, eine Lounge mit Bar und ein Auditorium. Das Gesamtthema der Innenausstattung ist das Mittelmeer. Die öffentlichen Räume sind nach Orten in Griechenland benannt und auch dementsprechend eingerichtet. So trägt das Bordrestaurant den Namen Santorini, das Auditorium Mykonos. Zudem verfügt das Schiff über zwei Badehäuser (genannt Sentō), ein Bordgeschäft, Massageräume sowie Räumlichkeiten für Karaoke und Videospiele.
Die Passagiere an Bord der Ishikari reisen in zwei Klassen. Die Gäste der Ersten Klasse werden in insgesamt 147 unterschiedlich großen Kabinen untergebracht, die sowohl im japanischen, als auch im westlichen Stil eingerichtet sind. Die teuersten Kabinen auf dem Schiff sind die vier Suiten. Die Passagiere Zweiter Klasse sind in mehreren Schlafsälen untergebracht. Als weitere Alternative zwischen den beiden Klassen werden verschließbare Kojen angeboten.

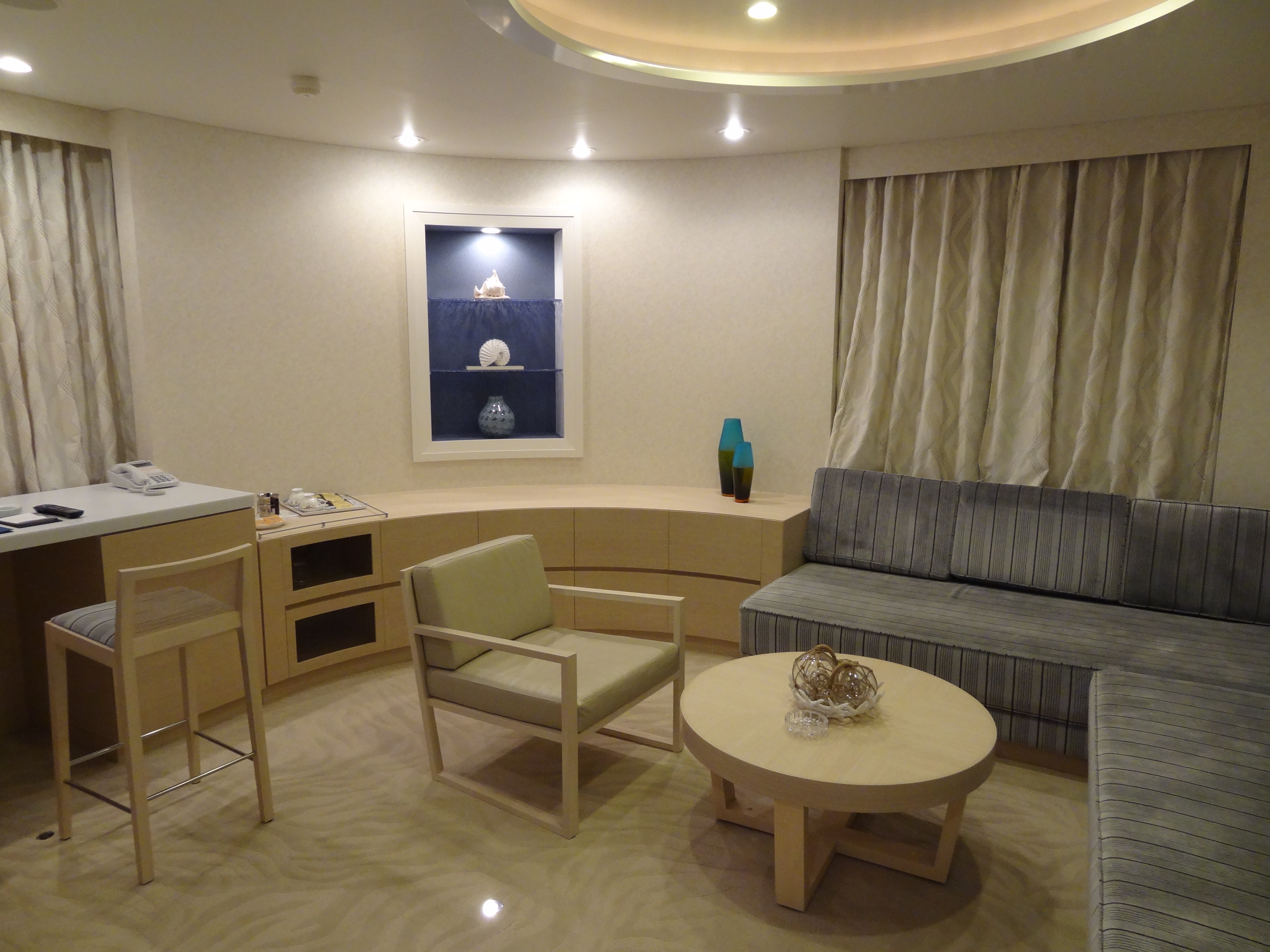
Wohnbereich einer Suite
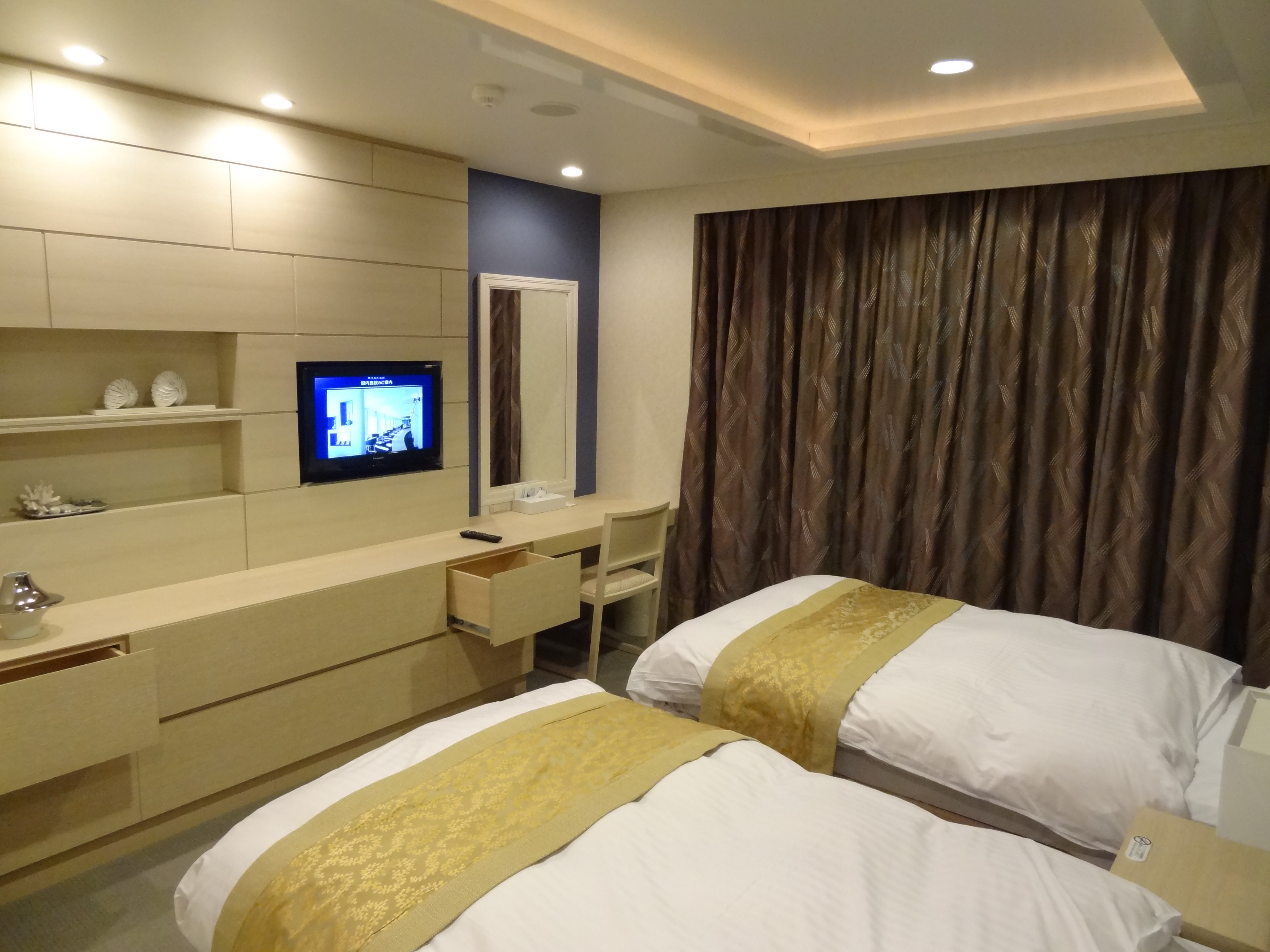
Schlafzimmer einer Suite
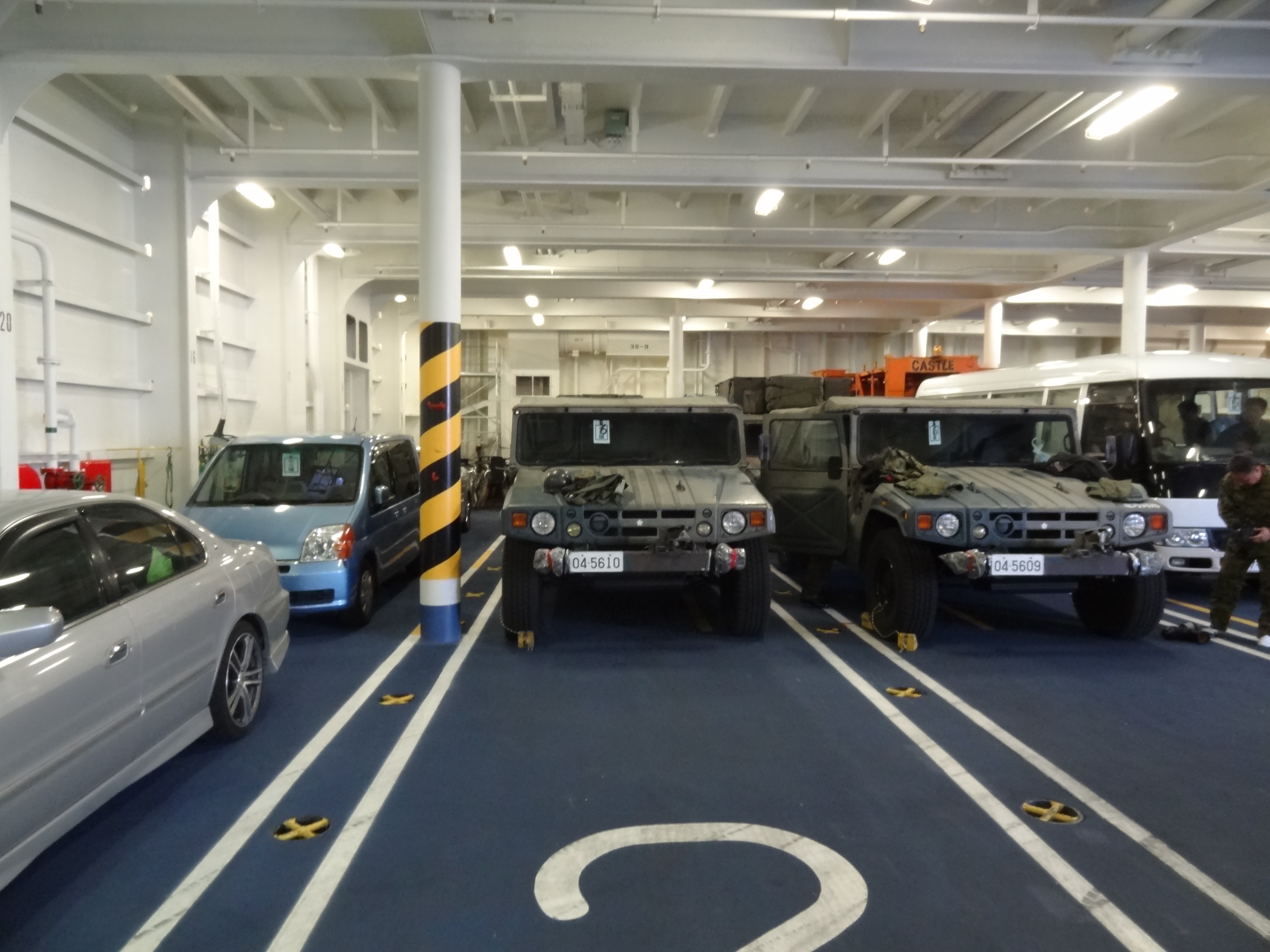
Das Autodeck